# ENSO
ENSO — украинская девелоперская компания, в основе деятельности которой стоит разработка, строительство и управление проектами в сфере жилой и коммерческой недвижимости. Компания начала строительство жилых комплексов по международным экологическим стандартам BREEAM.

## История
Компания ENSO была основана в 2017 году. Сейчас в компании работают более 150 сотрудников — специалисты в области менеджмента, маркетинга, финансов, проектирования, инженерии и архитектуры, которые начинали свою деятельность в области девелопмента недвижимости с начала 2000-х годов.
По состоянию на май 2020 по данным рейтинга журнала «Новое время» компания ENSO входит в тройку крупнейших застройщиков Киева. Компания возводит жилые комплексы общей площадью около 400 тыс. кв.м: ЖК «Diadans», «Poetica» и «Fjord». Все три проекта по своим архитектурным решениям отличаются от стандартной застройки Киева 2000-х годов. Две 31-этажные башни ЖК «Diadans» выделяются наличием ломаных фасадных линий, панорамных окон и стеклянных ограждений открытых балконов-террас. Архитектором проекта является Владимир Мухин, строительство начато в 2019 году и планируется завершить во втором квартале 2022.
ЖК «Fjord» отличается наличием нестандартной для Киева, стекающей каскадом переменной этажности секций, а также стенами скалистых форм. Смелым архитектурным решением ЖК «Poetica» лауреат Государственной премии Украины в области архитектуры Николай Фесенко считает отсутствие балконов, что позволит на долгие годы сохранить внешний вид здания от самодельных реконструкций. ЖК «Poetica» был отмечен национальным сертификатом «Выбор потребителя 2019».
Компания ENSO первой в Украине сертифицировала жилой комплекс по международным экологическим стандартам. В 2020 году ЖК «Diadans» прошел сертификацию BREEAM International New Construction, которая включает в себя оценку энергоэффективности, влияния здания на окружающую среду, безопасности для жителей и посетителей, использование экологических материалов для строительства, удобства транспортной инфраструктуры и прочее. По состоянию на 2020 год только в Украине сертификаты BREEAM получили 5 объектов: торговый центр во Львове, два офисных здания в Киеве: BC Grand и Astarta, а также жилой комплекс «Diadans».
ENSO стала одной из первых девелоперских компаний, которая внедрила технологии виртуальной и дополненной реальности для продажи недвижимости, помогая клиентам визуализировать свойства объекта.
Компания является участником профессиональных клубов недвижимости Украины: Конфедерация строителей Украины, UREClub и RedCommunity.

## Критика
Руководство компании ENSO приписывают Вадиму Столару. Однако пресс-служба компании опровергла эти заявления.

## Достижения и награды
- ЖК «Diadans» получил сертификат экологического и энергоэффективного строительства по стандарту BREEAM International New Construction.
- ЖК «Poetica» получил национальный сертификат «Выбор потребителя 2019».
- Проект офиса ЖК «Poetica» занял 1 место в номинации зеленых крыш на «Интерьер года 2017» и 2 место, GreenRoof Challenge, 2018.
- Сайт компании ENSO получил Special Kudos от CSS Design Awards и завоевал 3 награды за 3 критериям: UX Design, UI Design, Innovation.
- Премия IBUILD 2020 в номинации «Лидер жилищного строительства по европейским стандартам».[16]
- ЖК «Diadans» стал лауреатом в номинации «Жилой комплекс года 2020» по версии национальной премии «Человек Года»[17][18][19]